# Stéphane Venne
Pour les articles homonymes, voir Venne.
Stéphane Venne, né le 2 juillet 1941 à Verdun (Québec) et mort le 17 janvier 2025 à Saint-Hyacinthe, est un auteur-compositeur, arrangeur musical et producteur québécois.
Il est parfois même, à ses heures, le propre interprète de quelques-unes de ses chansons (Requiem pour un chat, Le Voyageur et Cher Jérôme en 1964, Les Lendemains de toi en 1966, Un jour, un jour en 1967...). Mais l'essentiel de son travail demeure l'écriture et la composition de plusieurs des grands classiques de la chanson québécoise.

## Biographie
Stéphane Venne naît le 2 juillet 1941 à Verdun au Québec où il grandit. Musicien autodidacte, il compose déjà des chansons vers l'âge de 15 ans.

### Carrière
Stéphane Venne débute dans son métier à la fin des années 1950, alors que ses musiques sont chantées par son ami Pierre Létourneau.

#### Gilles Vigneault
Il travaille ensuite avec Gilles Vigneault et compose, pour accompagner les textes de ce dernier, des musiques pour le film La terre à boire en 1964 (Le paysage et Beaux et hauts clochers).

#### Renée Claude
Il fait plus tard la connaissance de la chanteuse Renée Claude qui deviendra sa muse. Il écrit pour elle la chanson Tu es noire, sur une musique de François Dompierre en 1966, et la chanson est primée au Festival du disque de cette année-là. C'est alors le début d'une longue et fructueuse collaboration avec Renée Claude pour qui il écrira plusieurs de ses plus grands succès entre 1968 et 1972, notamment Le début d'un temps nouveau, Tu trouveras la paix, La rue de la Montagne, C'est notre fête aujourd'hui, Le tour de la terre, Et après ça, Quand le temps tournera au beau, Sais-tu que je t'aime depuis longtemps et, plus tard en 1979, Le bonheur et Prends-moi.

#### Isabelle Pierre
D’autres artistes attirent l'attention de Stéphane Venne. Isabelle Pierre d'abord, pour qui il écrit et compose les succès Le temps est bon, Heureuse et Les enfants de l'avenir.

#### Emmanuëlle
Emmanuëlle avec qui il connaît une série de succès entre 1973 et 1978. Parmi ceux-ci, notons Le monde à l'envers, Ça commence doucement, Et c'est pas fini, Chanter pour vivre, Le réel facile, L'idée de t'aimer et Pas tout de suite, pas maintenant. Il produit et réalise tous les albums d'Emmanuëlle sous la compagnie qu'il fonde pour elle, Les Disques Solset Inc..

#### Nicole Martin
Il signe en 1981 la musique du film Les Plouffe de Gilles Carle dont la chanson-thème Il était une fois des gens heureux, remarquablement interprétée par Nicole Martin, devient sans doute l'un des plus grands succès en carrière de Stéphane Venne. La chanson remporte d'ailleurs le Prix Génie de la meilleure chanson de l'année 1981 au cinéma.

#### D'autres interprètes encore …
Pauline Julien chante Bonjour, bonsoir et Je ne savais pas que j'avais besoin de toi, Pierre Lalonde qui chante Attention, la vie est courte et À Winnipeg, deux grands succès, ou Suzanne Stevens pour qui il écrit aussi deux grands succès Viens-t'en, viens-t'en et L'as-tu vu le soleil ? ou encore Donald Lautrec qui rend justice à Un jour, un jour, le titre choisi comme thème de l'Exposition universelle de 1967 à Montréal.

#### Développements professionnels
Il compose Demain nous appartient, le thème qu'utilisera le Parti québécois lors de la campagne électorale qui mènera à son élection le 15 novembre 1976.
Il a aussi été responsable de la production chez Barclay Canada ainsi que le cofondateur de la station de radio CIEL-MF), rédacteur de discours, membre de la direction de la STRSM (Société de Transport de la Rive-Sud de Montréal) de 1984 à 1991, directeur du Service culturel de la Délégation générale du Québec à Paris (1996-1997), directeur des communications de la Communauté urbaine de Montréal de 1998 à 2002, puis conseiller stratégique du Service de l'eau de la Ville de Montréal de 2002 à sa mort.

#### Marie-Élaine Thibert
En 2004, Stéphane Venne s'intéresse de près à la finaliste chez les filles de la première version de Star Académie 2003, Marie-Élaine Thibert. Il réalise son premier album et il écrit pour elle Le ciel est à moi, la chanson-thème du film Le papillon bleu de Léa Pool, ainsi que les succès That's it, that's all et Fille de ville. La jeune chanteuse reprend à sa façon Il était une fois des gens heureux, popularisée antérieurement par Nicole Martin. Il travaille aussi à la totalité de l'album Toute moi de la chanteuse Brigitte M. en 2009.

### Vie privée
Stéphane Venne devient le père, en 1980 et 1986, d’une fille nommée Béatrice et d’un fils nommé Laurent.
En 2006, son logement est la proie des flammes. L'incendie ne fait aucune victime, mais il fera part du fait que les partitions de nombreux projets de chansons y ont disparu.
Stéphane Venne meurt le 17 janvier 2025 à Saint-Hyacinthe, à l'âge de 83 ans, entouré de ses proches après avoir recouru à l'aide médicale à mourir,.

## Discographie comme auteur-compositeur-interprète
(janvier 2025).
- 1964 : Stéphane Venne Volume 1 (Disques Sélect)
- 1966 : Stéphane Venne Volume 2 (Disques Sélect)
- 1967 : Un jour, un jour (Disques Sélect)
- 1973 : Stéphane Venne en 10 chansons orchestrales (Barclay)
- 1975 : Tranquillement Stéphane Venne (Les Disques Solset)
- 1982 : Stéphane Venne (Disques Pro-Culture)
- 2006 : Un jour, un jour - 20 grands succès en version instrumentale (Disques Mérite)

## Discographie comme auteur-compositeur pour d'autres artistes
(janvier 2025).
- 1965 : Renée Claude - Il y eut un jour (Disques Sélect)
- 1968 : Renée Claude - Renée Claude (C'est notre fête aujourd'hui) (Barclay)
- 1969 : Renée Claude - Le tour de la terre (Barclay)
- 1970 : Renée Claude - Le début d'un temps nouveau (Barclay)
- 1971 : Renée Claude - Tu trouveras la paix (Barclay)
- 1971 : Pierre Lalonde - Inouik (Disques Capitol)
- 1971 : Pauline Julien - Fragile (Disques Zodiaque)
- 1971 : Isabelle Pierre - Heureuse (Barclay)
- 1972 : Isabelle Pierre - Le temps est bon (Barclay)
- 1973 : Isabelle Pierre - Ballade pour Sergio Leone (Barclay)
- 1973 : Pierre Lalonde - Honey, honey (Disques Victor)
- 1973 : Emmanuëlle - Le monde à l'envers (Les Disques Solset)
- 1974 : Emmanuëlle - Chanter pour vivre (Les Disques Solset)
- 1975 : Emmanuëlle - Pas tout de suite, pas maintenant (Les Disques Solset)
- 1976 : Emmanuëlle - La double compilation (Les Disques Solset)
- 1976 : Suzanne Stevens - Moi, de la tête aux pieds (Capitol)
- 1978 : Emmanuëlle - Je vous aime (Disques Solo)
- 1979 : Renée Claude - Bonjour (Les Disques Solset)
- 1979 : Suzanne Stevens - Les nuits sont trop longues (Capitol)
- 1981 : Nicole Martin et l'Orchestre Montréal-Pop - "Les Plouffe", trame du film de Gilles Carle (Disques Pro-Culture)
- 1981 : Nicole Croisille - Paris-Montréal (Disques Pro-Culture)
- 1989 : Nicole Martin - 20 ans d'amour, 20 chansons (Les Disques Diva)
- 1993 : Emmanuëlle - Rétrospective (Disques Mérite)
- 1997 : Pierre Lalonde - Succès de jeunesse (Disques Mérite)
- 1997 : Isabelle Pierre - Les refrains d'abord (Fonovox)
- 1997 : Isabelle Pierre - Collection Portrait (Fonovox)
- 1998 : Renée Claude - C'était le début d'un temps nouveau (Disques Transit)
- 1998 : Le temps est bon (Compilation) (Disques Citation)
- 1999 : Emmanuëlle - Et c'est pas fini - Compilation CD (Disques Mérite)
- 2001 : Nicole Martin - Mes grands succès Vol. 1 (Les Disques Diva)
- 2003 : Star Académie 2003 - Et c'est pas fini (Disques Musicor)
- 2004 : Marie-Élaine Thibert - Marie-Élaine Thibert (Disques Musicor)
- 2004 : Isabelle Pierre - Compilation (Disques XXI-21)
- 2009 : Brigitte M. - Toute moi (Disques Musicor)
- 2010 : Nicole Martin - Il était une fois… Nicole Martin (Anthologie - Coffret de 3 CD) (Les Disques Diva / Musicor ∫ MUPSCD-3-6406)

## Citations
- « C’est le début d’un temps nouveau / La terre est à l’année zéro / La moitié des gens n’ont pas trente ans / Les femmes font l’amour librement / Les hommes ne travaillent presque plus / Le bonheur est la seule vertu »
- « Il était une fois des gens heureux / Et tout était si simple et merveilleux / Y avait le ciel, y avait la terre / C’ était quand les mystères / Pouvaient rester mystérieux »